# Lill-Lapptjärnen (Degerfors socken, Västerbotten)
Lill-Lapptjärnen är en sjö i Vindelns kommun i Västerbotten och ingår i Sävaråns huvudavrinningsområde. Sjöns area är 0,016 kvadratkilometer och den är belägen 250 meter över havet.